# Fremont (Michigan)
Fremont est une ville du comté de Newaygo, dans l'État du Michigan, aux États-Unis. En 2020, sa population était de 4 516 habitants.